# José Vianna da Motta

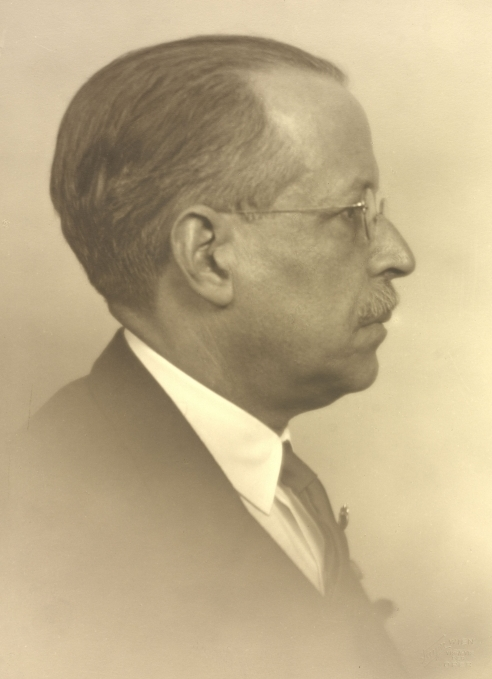
José Vianna da Motta (1927), Fotografie von Georg Fayer

José Vianna da Motta (urspr. Schreibweise Viana da Mota, * 22. April 1868 auf São Tomé; †  1. Juni 1948 in Lissabon) war ein portugiesischer Pianist, Klavierpädagoge und Komponist. Ihm zu Ehren wurde 1957 der Internationale Vianna da Motta Musikwettbewerb gegründet. Da Motta war einer der letzten Schüler Franz Liszts.

## Leben und Wirken

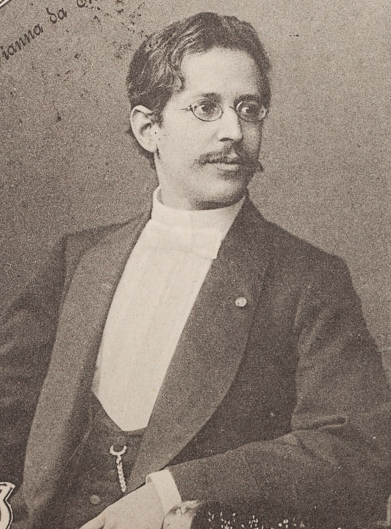
José Vianna da Motta (um 1905)

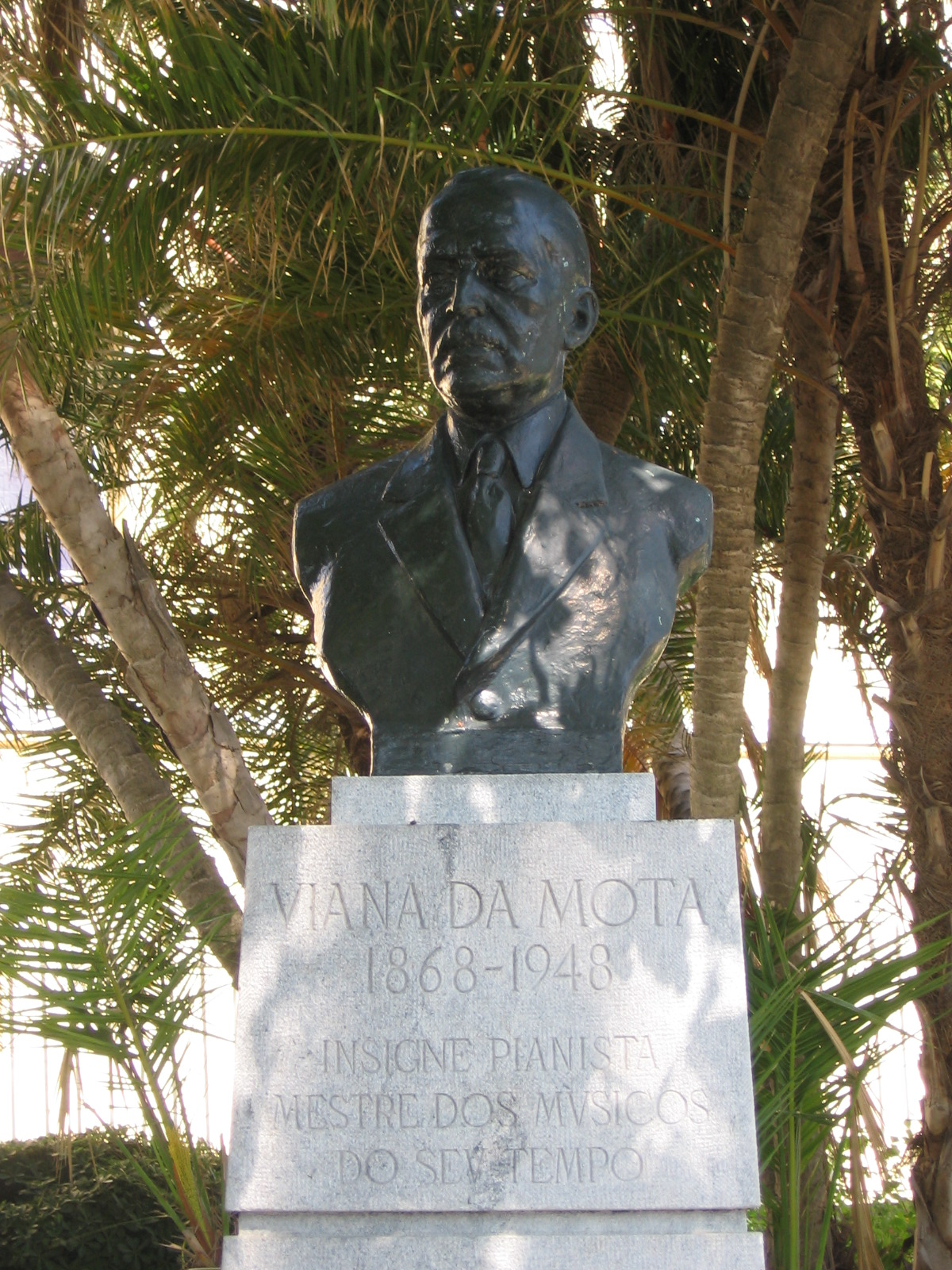
Vianna da Motta-Denkmal in Lissabon

Da Motta wurde auf der ehemaligen portugiesischen Kolonialinsel São Tomé geboren, wo sein Vater, José António da Motta, eine Apotheke führte. Die Familie zog später aufs portugiesische Festland und ließ sich in Colares nieder. Schon früh zeigte sich da Mottas musikalisches Talent, im Alter von fünf Jahren komponierte er sein erstes Stück. Sein Vater bewirkte, dass er sich 1874 dem königlichen Hof vorstellte, wo ihn schließlich König Fernando II. und dessen Frau, Elise Gräfin von Edla, für sein Studium förderten.
Da Motta studierte von 1875 bis 1881 Klavier und Komposition am Conservatório Nacional in Lissabon (damals Conservatório Real de Lisboa, heute Escola Superior de Teatro e Cinema, ESTC). Er trat in dieser Zeit bereits öffentlich als Pianist in Erscheinung, u. a. im Salão da Trindade, und komponierte dutzende Klavierwerke, darunter zum Beispiel Mazurken, Walzer, Polkas und Fantasien. Nach seinem Studienabschluss in Lissabon wechselte er mit Unterstützung seiner königlichen Gönner 1882 nach Berlin. Dort studierte er am Scharwenka-Konservatorium Klavier bei Xaver Scharwenka und Komposition bei Philipp Scharwenka. Gleichzeitig wurde er von Carl Schaeffer unterrichtet, einem Mitglied der Wagner-Gesellschaft  Im Sommer 1885 reiste er nach Weimar und wurde Schüler von Franz Liszt. Seine Erfahrungen mit Liszt schrieb er insbesondere in seinen literarischen Werken A Vida de Liszt und Música e musicos alemães: Recordações, ensaios, críticas nieder. 1887 besuchte er einen Kurs bei Hans von Bülow in Frankfurt am Main.
1887 begann da Mottas internationale Karriere als Konzertpianist. Er spielte mehr als tausend Konzerte weltweit, insbesondere in Deutschland, Portugal, Frankreich, Spanien, England, Italien, Dänemark, Brasilien, Argentinien, Uruguay, den Vereinigten Staaten, Marokko und Russland und trat vor zahlreichen gekrönten Häuptern und Präsidenten auf. Er zählte zu den bedeutendsten Pianisten seiner Zeit. Kritikern lobten insbesondere seine Aufführungen der Werke von Bach, Beethoven und Liszt. Da Motta konzertierte auch gemeinsam mit Künstlern wie Pablo de Sarasate, Guilhermina Suggia, Alice Barbi, Tivadar Nachéz, Enrique Fernández Arbós, Bernardo Moreira de Sá und Eugène Ysaÿe. Mit Ferruccio Busoni und Isidor Philipp verband ihn eine enge Freundschaft. Zudem pflegte er Kontakte zu anderen Persönlichkeiten aus der Musikwelt wie Alfred Cortot.
Da Motta war Mitglied der Freimaurer. Die Loge Ave Labor in Porto weihte ihn unter dem symbolischen Namen „Bontempo“ ein.
Er war von 1915 bis 1917 Leiter der Meisterklasse am Genfer Konservatorium in der Nachfolge von Bernhard Stavenhagen. Von 1919 bis 1938 leitete er als Direktor das Conservatorio Nacional in Lissabon.
1905 nahm da Motta zehn Klavierstücke für das Reproduktionsklavier Welte-Mignon auf, darunter drei eigene Kompositionen. Einige seiner Werke wurden auf CD eingespielt, darunter insbesondere die Sinfonie Patria op. 13, die Werke für Klavier und Orchester und Werke für Klavier solo.
Mottas Briefwechsel mit Ferruccio Busoni wurde veröffentlicht, ebenso Mottas Erinnerungen an Hans von Bülows Meisterklasse und ein Buch über deutsche Musik und Musiker.

## Kompositionen

### Werke für Klavier aus der Kindheit und Jugendzeit
- Gratidão, Valsa (1874)
- Triumpho e Gloria, Grande Marcha (1875)
- Amizade, Mazurca (1875)
- Amor Filial, Valsa op. 16 (1878)
- Purificação, Polca op. 18 (1878)
- Praia das Conchas, Grande quadrilha de contradanças op. 22 (1878)
- Gaieté, Galop op. 35 (1880)
- Pensée Poétique, Rêverie op. 36 (1880)
- Polaca, op. 37 (1880)
- Resignação, op. 39 (1880) - Stück für die linke Hand
- Au bord du Lac de Pena, Pastorale op. 50 (1881)
- Variations sur l'hymne de Sa Magesté le Roi Don Louis I, op. 43 (1881)
- O Dia 20 de Maio, Quadrilha de valsas para piano op. 44 (1881)
- Elegia, op. 45 (1881)
- Variações sobre um tema original, op. 47 (1881)
- Grande fantaisie triomphale sur l'hymne de Sa Magesté le Roi Don Ferdinand II, op. 48 (1881)
- Três Romances sem palavras, op. 51 (1882)
- Rondino (1882)

### Werke für Klavier solo
- Barcarola, op. 1 (ca. 1884)
- Fantasiestück, op. 2 (1885)
- Sonata em Ré maior (1885)
- Capriccio, op. 6 (ca. 1885)
- Zwei Klavierstücke nach A. Böcklin (1891)
- Cinco Rapsódias Portuguesas (1891 - ca. 1895)
- Serenata, op. 8 (1893)
- Cenas portuguesas, op. 9 (ca. 1893)
- Cenas portuguesas, op. 15 (1905)
- Balada, op. 16 (1905)
- Barcarola, op. 17 (ca. 1905)
- Cenas portuguesas, op. 18 (1908)

### Werke für Klavier zu vier Händen
- Ein Dorffest (1885)
- Erinnerungen, op. 7 (1885)

### Werke für Klavier und Orchester
- Konzert für Klavier und Orchester A-Dur (1886–1887)
- Dramatische Fantasie (1893)

### Kammermusik
- Trio in h-moll  für Klavier, Violine und Violoncello (1888–1889)
- Quartett in a-Moll für Klavier, Violine, Viola und Violoncello (unvollendetes Werk, 1889)
- Romanza  für Klavier und Querflöte (1893)
- Sonate in B-Dur für Klavier und Violine  (1894)

### Lieder
- Drei Lieder, op. 3 (1885)
- Fünf Lieder, op. 5 (1887)
- Vier Gedichte, op. 8 (1890)
- Canções portuguesas, op. 10 (1893–1895)
- Duas Romanzas (1893)
- Danke, op. 13 Nr. 1 (1895)
- Umflort, gehüllt in Trauern, op. 13 Nr. 2 (1895)
- Lass mich deine Augen fragen, op. 13 Nr. 3 (1895)
- A Luz (1910)
- Cantar dos Búzios (1929)
- Verdes são as hortas (1936)

### Werke für Streichquartett
- Variações (1884)
- Andante (ca. 1885)
- Quartett in Es-Dur (1887–1888)
- Quartett in G-Dur (ca. 1894)
- Cenas nas montanhas, op. 14 (ca. 1896)

### Orchesterwerke
- Abertura Inês de Castro (1886)
- Marcha portuguesa (1893)
- Invocação dos Lusíadas, op. 19 mit Chor (1897)
- Sinfonia „À Pátria“ (1894; rev. 1920)

## Literarisches Werk
- Nachtrag zu Studien bei Hans von Büllow von Theodor Pfeiffer. F. Luckhardt, Berlin/Leipzig 1896.
- A Sonata. Livraria Clássica, Lissabon 1906.
- Pensamentos extraídos das obras de Luís de Camões. Renascença Portuguesa, Porto 1919.
- Música e músicos alemães: Recordações, ensaios, críticas. Instituto Alemão da Universidade de Coimbra, Coimbra 1941, 2. Auflage 1947.
- A Vida de Liszt, Edições Lopes da Silva, Porto 1945.

Korrespondenzen und Tagbücher
- Ferrucio Busoni, Vianna da Motta: Briefwechsel 1898–1921, mit Anmerkungen und einem Vorwort herausgegeben von Christine Wassermann Beirão, Florian Noetzel Verlag, Wilhelmshaven 2004, ISBN 3-7959-0833-7.
- José Vianna da Motta, Christine Wassermann Beirão: Diários (1883–1893). Tagebücher. Biblioteca Nacional de Portugal, 2015, ISBN 978-972-565-471-2.
- Christine Wassermann Beirão: Correspondência com Margarethe Lemke: 1885–1908. Biblioteca Nacional de Portugal, 2018, ISBN 978-972-565-649-5.

## Diskografie (Auswahl)
- José Vianna da Motta: The Complete Recordings (Pathé Art; 1928)
- José Vianna da Motta: Piano Music. José Carlos Sequeira Costa, Klavier (Marco Polo; 2001)
- Viana da Mota: Sonata; Fantasiestück Op.2; Barcarola N.r 1 Op.1; Barcarola N.r 2 Op.17; Balada Op.16, u. a. António Rosado, Klavier (Portugalsom; 1986)
- José Vianna da Motta: Piano Concerto in A major; Fantasia Dramatica; Ballada, Op 16. Artur Pizarro, Klavier;  Orquestra Gulbenkian, Dirigent: Martyn Brabbins, (Hyperion; 2000)
- Viana da Motta: Lieder. Elvira Archer, Sopran;  Anton Illenberger, Klavier (Portugalsom; 1988)
- Vianna da Motta: À Pátria; Dona Inês de Castro. Philharmonie St. Petersburg; Dirigent: Mário Mateus (Northern Flowers; 2006)
- José Vianna da Motta: À Pátria – Sinfonia; Inês de Castro; Chula; Three Impromptus; Vito. Royal Liverpool Philharmonic Orchestra, Dirigent: Álvaro Cassuto (Naxos; 2015)
- Viana da Mota: Piano Works, João Costa Ferreira, Klavier (Grand Piano; 2018)
- José Vianna da Mota: Piano Music. Luís Pipa, Klavier (Toccata Classics; 2018)
- José Vianna da Motta: Poemas pianísticos, Vol. 1. João Costa Ferreira, Klavier (Movimento Patrimonial pela Música Portuguesa; 2020)